# Baressa
Baressa település Olaszországban, Szardínia régióban, Oristano megyében. Lakosainak száma 559 fő (2023. január 1.). Baressa Gonnoscodina, Simala, Ussaramanna, Baradili, Gonnosnò, Turri és Siddi községekkel határos.

## Népesség
A település népességének változása:
| Lakosok száma | 649  | 642  | 559  |
|               | 2017 | 2018 | 2023 |